# Chrysoprasis floralis
Chrysoprasis floralis är en skalbaggsart som beskrevs av Bates 1870. Chrysoprasis floralis ingår i släktet Chrysoprasis och familjen långhorningar. Inga underarter finns listade i Catalogue of Life.